# Terrors nocturns
"Terrors nocturns" (títol original en anglès "Night Terrors") és el dissetè episodi de la quarta temporada de la sèrie de televisió de ciència-ficció estatunidenca Star Trek: La nova generació, i el 91è de tota la sèrie. Es va emetre originalment en redifusió als Estats Units el 18 de març de 1991. Va ser dirigida per Les Landau.
Ambientada al segle XXIV, la sèrie segueix les aventures de la tripulació de la nau de la Flota Estel·lar de la Federació Enterprise-D sota el comandament del capità Jean-Luc Picard. En aquest episodi, l'Enterprise investiga una nau estel·lar abandonada mentre Deanna Troi té somnis estranys i la tripulació comença a comportar-se de manera erràtica. L'episodi té com a estrella convidada John Vickery com a Hagan.

## Argument
L’ Enterprise està buscant un sistema estel·lar binari en un esforç per trobar l'USS Brattain, una Nau científica de la Federació que va desaparèixer feia un mes. La tripulació localitza la nau, però el «Brattain» és a la deriva, i tota la tripulació és morta excepte  l'assessor científic betazoide de la nau, Andrus Hagan, que és descobert amagat en una habitació just al costat del pont. Hagan ha sobreviscut d'alguna manera, però ha estat commocionat per l'experiència i es troba en un profund estat catatònic. La consellera Deanna Troi intenta utilitzar la seva telepatia per contactar amb Hagan. Mentrestant, Geordi La Forge i Data es posen a treballar reparant la «Brattain» però descobreixen que, tot i que tot funciona correctament, la nau encara no es mou. La Dra. Beverly Crusher determina que tota la tripulació del «Brattain» va morir a mans de l'altre. Aquella nit, Troi té problemes per dormir i es troba amb el mateix somni en què levita i es deixa portar per la deriva en direcció a una veu misteriosa que repeteix: "Ulls a la foscor, una lluna gira en cercles".
Quatre dies després, amb la investigació estancada, el Capità Picard decideix que ha arribat el moment de seguir endavant, però la tripulació troba que la nau també està estancada com la Brattain. Data descobreix que ambdues naus estan atrapades en un fenomen espacial conegut com a "Esquerda de Tyken", i només poden escapar mitjançant la força d'una explosió tremenda. Tanmateix, mentre treballen per determinar com crear aquesta explosió, la tripulació comença a irritar-se i experimenta al·lucinacions. La Dr. Crusher s'adona que ningú excepte Troi no ha aconseguit el son R.E.M. des que van entrar a l'esquerda, cosa que porta al seu estat actual. A mesura que la violència comença a esclatar al voltant de la nau, Picard assigna Data, que no dorm ni somia i, per tant, no es veu afectat, com a capità interí.
Finalment, Data intenta utilitzar un pols del deflector dirigit al centre de l'esquerda per crear l'explosió, però això no aconsegueix produir cap efecte. Mentrestant, mentre Troi escolta Hagen, el sent esmentar "ulls a la foscor" i s'adona que ell ha estat tenint el mateix somni que ella. Això la porta a adonar-se que no és un somni, sinó un missatge. Mentre Data busca altres solucions amb Troi, s'adonen que "ulls a la foscor" pot referir-se al sistema estel·lar binari proper, i "una lluna girant" pot ser una descripció d'un àtom d'hidrogen. Data i Troi descobreixen que hi ha d'haver una altra nau d'una raça psíquica atrapada a l'altre costat de l'esquerda que és conscient de la seva presència però busca hidrogen per crear una explosió. Troi s'adorm per contactar amb l'altra espècie a través del somni, mentre Data expulsa hidrogen a l'esquerda. Aviat es produeix una explosió i tant l' "Enterprise" com la nau alienígena són alliberades. Mentre la tripulació es recupera, Data retorna la nau a Picard, però no abans d'ordenar a tothom que dormi una mica.

## Repartiment i doblatge al català
La sèrie va ser doblada al català pels estudis Tramontana (primera part) i Soundtrack (segona part) i emesa a TV3 l’any 1991. Els dobladors de l'episodi foren:
| Personatge        | Actor/actriu    | Veu en català            |
| ----------------- | --------------- | ------------------------ |
| Jean-Luc Picard   | Patrick Stewart | Joan Crosas              |
| William Riker     | Jonathan Frakes | Antoni Forteza           |
| Data              | Brent Spinner   | Joaquim Sota             |
| Geordi La Forge   | LeVar Burton    | Aleix Estadella          |
| Worf              | Michael Dorn    | Enric Arquimbau          |
| Beverly Crusher   | Gates McFadden  | Aurora Garcia            |
| Deanna Troi       | Marina Sirtis   | Victòria Pagès           |
| Guinan            | Whoopi Goldberg | Montserrat García Sagués |
| Miles O'Brien     | Colm Meaney     | Jaume Nadal              |
| Keiko O'Brien     | Rosalind Chao   | Sílvia Vilarrasa         |
| Andrus Hagan      | John Vickery    | Eduard Farelo            |
| Alferes Gillespie | Duke Moosekian  | Ramon Hernàndez          |

## Producció
La història de l'episodi va ser ideada per Shari Goodhartz, amb el guió de Pamela Douglas i Jeri Taylor.

L'episodi va fer ús d'hidrogen com a recurs argumental..

L'episodi estava pensat com un vehicle per a Marina Sirtis; tanmateix, no li agradava a causa de la seva por a les altures i el requisit que hagués d'anar lligada a un arnès volador.
TEl model utilitzat per a l'USS Brattain és el mateix que es va utilitzar per a l'USS Reliant a Star Trek II: La còlera del Khan. De vegades es fa referència a la nau com a USS Brittain a causa d'un error ortogràfic a l'exterior del model..

## Recepció
Zack Handlen de The A.V. Club va assenyalar que a l'episodi "...li faltava aquell gir suau al final per fer-lo memorable", però també que "Aquest tipus d'episodi és realment la salsa d'aquest tipus de sèrie, per la qual cosa és impressionant adonar-se que TNG ha arribat al punt en què oferir l'esperat ja no és del tot satisfactori". Segons James Hunt de Den of Geek "No és completament incompetent, però és difícil imaginar que algú agradi aquest episodi".
TechRepublic va posar l'episodi a la seva llista dels "cinc pitjors episodis de Star Star Trek: La nova generació de tots els temps".
Jonathan Frakes es va referir a l'episodi com "un badall".
H&I va assenyalar aquest episodi com un amb contingut terrorífic de Star Trek. TheGamer el va classificar com un dels millors 25 episodis més esgarrifosos de totes les sèries de Star Trek. Assenyalen diverses escenes amb imatges esgarrifoses, representades en al·lucinacions o somnis. Den of Geek va classificar aquest episodi com el 22è episodi més esgarrifós de totes les sèries de Star Trek fins aleshores. També van considerar que l'episodi era "estrany" i van criticar les seqüències i la roba dels somnis de Troi, en particular la seva roba de dormir, "...un coll sense mànigues amb un coll tipus collaret? Acaba de tornar de la discoteca...?" ScreenRant va classificar aquest com l'episodi més espantós de Star Trek: La nova generació, i va explicar que "és inquietant, com a mínim", ja que la tripulació, incapaç de dormir son REM, s'enfronta a la paranoia, l'esgotament i la por. També el van classificar com el quart episodi més espantós de tots els episodis de la franquícia Star Trek. En particular, van elogiar la inquietud de l’al·lucinació de la Dra. Crusher a l'Enterprise, quan una morgue plena de cadàvers cobra vida a l'uníson, donant una sorpresa macabra.

## Mitjans casolans
Aquest episodi es va publicar amb la caixa del DVD de la quarta temporada de Star Trek: La nova generació, llançada als Estats Units el 3 de setembre de 2002.